# Norbert Gatzweiler
Norbert Gatzweiler (* 18. März 1942 in Koblenz) ist ein deutscher Rechtsanwalt und Strafverteidiger in Köln. Er ist zugleich Honorarprofessor an der rechtswissenschaftlichen Fakultät der Universität zu Köln.

## Leben
Gatzweiler wurde 1971 als Anwalt zugelassen und gründete im gleichen Jahr seine Kanzlei mit Schwerpunkt Strafrecht, insbesondere Wirtschaftsstrafrecht. Nach einer Tätigkeit als Lehrbeauftragter für die Praxis des Strafverfahrens ab Mitte der 1990er Jahre, wurde er am 22. Februar 2002 zum Honorarprofessor ernannt.
In den 1980er Jahren wirkte Gatzweiler als Anwalt der deutsch-chilenischen Sekte Colonia Dignidad und ihrer Führer Paul Schäfer und Hartmut Hopp.
Durch Mandate in medial beachteten Verfahren wurde Gatzweiler auch öffentlich bekannt. Unter anderem verteidigte er den ehemaligen Vorstand Peter Rieck im Prozess um den Omega 55-Skandal der HSH Nordbank sowie Hellmut Trienekens im Kölner Müllskandal; außerdem vertrat er Klaus Kleinfeld in der Siemens-Schmiergeldaffäre sowie Gustav Adolf Schröder als Leiter der größten deutschen kommunalen Sparkasse und Michael Frenzel als TUI-Chef; zudem war er in den Mannesmann-Prozess und die Herstatt-Prozesse eingebunden.
Im Jahr 2013 äußerte Gatzweiler sich bei einer Tagung an der Universität Trier kritisch zum Kachelmann-Prozess und zur Medienberichterstattung über diesen.
Anfang 2014 begann das Teldafax-Verfahren wegen Insolvenzverschleppung, in dem Gatzweiler den früheren Vorstandschef Klaus Bath vertritt. Kurz darauf wurde er Opfer einer versuchten Entführung, der er sich, obschon gefesselt, noch in der Tiefgarageausfahrt durch Flucht aus dem eigenen Auto entziehen konnte.
Seit 2015 vertritt Gatzweiler in einem Mammutverfahren wegen Steuerhinterziehung mit umstrittenen Cum-Ex-Geschäften den im Steuerrecht tätigen Kollegen Hanno Berger. Im Juni 2015  kam es zu einer Hausdurchsuchung im Frankfurter Deutsche-Bank-Hochhaus.
Gatzweiler war mehrere Jahre lang Vorsitzender der Arbeitsgemeinschaft Strafrecht des Deutschen Anwaltvereins und ist seit 2006 Ehrenvorsitzender des Vereins. Gemäß einem Ranking der Wirtschaftswoche gehörte seine Kanzlei 2011 zu den 25 „Top-Kanzleien für Wirtschaftsstrafrecht“ in Deutschland.
Im März 2016 beendete Gatzweiler seine Tätigkeit als Anwalt nach mehr als 40 Jahren und schloss seine Kanzlei.
Gatzweiler ist mit Gaby Münchhalffen verheiratet.

## Werke
Autor
- gemeinsam mit Gaby Münchhalffen: Das Recht der Untersuchungshaft. 3., neu bearb. Auflage. Verlag C.H.Beck, München 2009, ISBN 978-3-406-58749-8.
- gemeinsam mit Klaus Bernsmann, unter Mitarbeit von Katharina Rausch: Verteidigung bei Korruptionsfällen. 2., neu bearb. Auflage. C. F. Müller, Heidelberg; München; Landsberg; Frechen; Hamburg 2014, ISBN 978-3-8114-4363-1.

Herausgeber
- gemeinsam mit Rainer Brüssow, Wilhelm Krekeler und Volkmar Mehle (Hrsg.): Strafverteidigung in der Praxis. Grundlagen des Strafverfahrens. 2. Auflage. Band 1, 2000, ISBN 978-3-8240-0856-8.